# Fortificações de Angra dos Reis
As Fortificações de Angra dos Reis localizavam-se na cidade de Angra dos Reis, no litoral sul do estado brasileiro do Rio de Janeiro.

## História
A povoação de Angra dos Reis foi escala obrigatória das embarcações em trânsito de e para a capitania de São Vicente, nos séculos XVI e XVII. A partir do século XVIII esse movimento foi acrescido com o trânsito de e para Paraty, acesso à chamada Estrada Real. No século XIX transformou-se em porto exportador do café produzido do vale do rio Paraíba.
Uma fortificação na Ilha Grande encontra-se relacionada no "Mapa das Fortificações da cidade do Rio de Janeiro e suas vizinhanças", que integra as "Memórias Públicas e Econômicas da cidade de São Sebastião do Rio de Janeiro para uso do Vice-Rei Luiz de Vasconcellos, por observações curiosas dos anos de 1779 até o de 1789" (RIHGB, Tomo XLVII, partes I e II, 1884. p. 34).
SOUZA (1885) refere diversas estruturas defensivas na região, com a função de defesa da costa, da povoação e seu ancoradouro, e do acesso terrestre ao interior da Província do Rio de Janeiro (pela Estrada de São João do Príncipe), e da Província de São Paulo (pela Estrada do Cunha):
- Forte do Carmo;
- Forte de São Bento - na povoação (Vila Velha), no continente; e
- Forte e Baterias - projetados em 1822 para, da ilha próxima (ilha da Gipóia?), cruzarem fogos com os primeiros. As obras destas últimas foram adiadas (op. cit., p. 115).

GARRIDO (1940) refere que, em 1838, as duas primeiras fortificações estavam sob o comando único do 1º Tenente João Floriano d'Oliveira (op. cit., p. 129). Ambas se encontram relacionadas entre as defesas do setor Sul (Fortificação da Ilha Grande) no "Mapa das Fortificações e Fortins do Município Neutro e Província do Rio de Janeiro" de 1863, no Arquivo Nacional (CASADEI, 1994/1995:70-71). SOUZA (1885) acredita que, época (1885), se encontravam em ruínas (op. cit., p. 115).
BARRETTO (1958) relaciona um Forte na ponta do Leme, na baía [enseada?] da Ilha Grande. Artilhado com dois canhões Armstrong de 234 mm, retirados do encouraçado Riachuelo da Marinha do Brasil, desde 1950 encontrava-se fora de serviço (op. cit., p. 218).